# Огневое взаимодействие

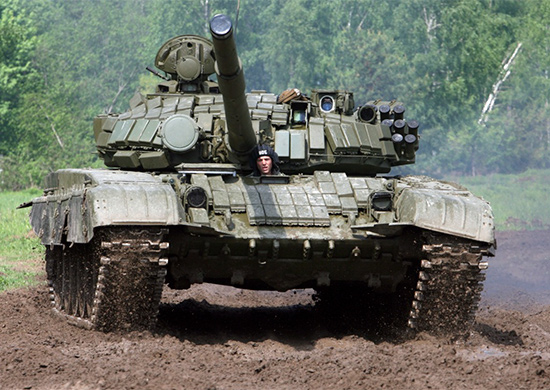
Отработка огневого взаимодействия танковых, артиллерийских и зенитно-ракетных частей ВВО на полигоне Цугол
(октябрь 2016 года)

Огневое взаимодействие — скоординированное ведение огня по противнику различными огневыми средствами, которое организуется в определённой последовательности в удобный момент времени при условии оптимального распределения целей (объектов) противника и районов (зон, участков) поражения по имеющимся огневым средствам. Для увеличения эффективности огневого взаимодействия применяется также массирование и сосредоточение огневого и ударного воздействия на важные цели неприятеля.
Огневое взаимодействие является важным фактором, который способствует эффективному использованию всего потенциала и возможностей имеющихся видов оружия при выполнении поставленной боевой задачи. Организация огневого взаимодействия осуществляется через определение порядка действий своих войск на всю глубину боевого/оперативного построения (иногда глубже) и назначение огневых задач по времени, рубежам, направлениям, зонам, районам, участкам в целях нанесения максимального ущерба вражеским группировкам. Для этого вводится единая система обозначений местных предметов, единые ориентиры на местности, организуется огневая связь между вовлечёнными силами и средствами, определяются сигналы вызова, переноса и прекращения стрельбы, способы взаимного целеуказания, методы опознавания своих частей и обозначения их присутствия на достигнутых рубежах.